# Ronde van Drenthe 2022
La Ronde van Drenthe 2022, cinquantanovesima edizione della corsa e valida come prova dell'UCI Europe Tour 2022 categoria 1.1, si svolse il 13 marzo 2022 su un percorso di 198,1 km con partenza da Assen e arrivo a Hoogeveen, nei Paesi Bassi. La vittoria andò al belga Dries Van Gestel, il quale completò il percorso in 5h08'47", alla media di 38,493 km/h, precedendo l'ungherese Barnabás Peák e il francese Hugo Hofstetter.
Sul traguardo di Hoogeveen 66 ciclisti, dei 136 partiti da Assen, portarono a termine la competizione.

## Squadre e corridori partecipanti
| N.    | Cod. | Squadra                   |
| ----- | ---- | ------------------------- |
| 1-7   | SVB  | Sport Vlaanderen-Baloise  |
| 12-17 | IWG  | Intermarché-Wanty-Gobert  |
| 21-27 | TJV  | Jumbo-Visma               |
| 31-37 | DSM  | Team DSM                  |
| 41-47 | AFC  | Alpecin-Fenix             |
| 51-57 | BBK  | B&B Hotels-KTM            |
| 61-67 | BWB  | Bingoal Pauwels Sauces WB |
| 71-77 | ARK  | Team Arkéa-Samsic         |
| 81-87 | TEN  | TotalEnergies             |
| 91-97 | UXT  | Uno-X Pro Cycling Team    |

| N.      | Cod. | Squadra                         |
| ------- | ---- | ------------------------------- |
| 101-108 | ABC  | Abloc CT                        |
| 111-117 | ALQ  | Allinq Continental Cycling Team |
| 121-127 | BCY  | BEAT Cycling                    |
| 131-137 | EVO  | EvoPro Racing                   |
| 141-147 | MET  | Metec-Solarwatt p/b Mantel      |
| 151-157 | MCT  | Minerva Cycling                 |
| 161-167 | RIW  | Riwal Cycling Team              |
| 173-177 | SVL  | Saris Rouvy Sauerland Team      |
| 181-187 | VWE  | VolkerWessels Cycling Team      |
| 191-197 | NLD  | Paesi Bassi                     |

## Ordine d'arrivo (Top 10)
| Pos. | Corridore        | Squadra       | Tempo    |
| ---- | ---------------- | ------------- | -------- |
| 1    | Dries Van Gestel | TotalEnergies | 5h08'47" |
| 2    | Barnabás Peák    | Intermarché   | a 5"     |
| 3    | Hugo Hofstetter  | Arkéa         | s.t.     |
| 4    | Timo Roosen      | Jumbo         | s.t.     |
| 5    | Joren Bloem      | Abloc         | s.t.     |
| 6    | Mick van Dijke   | Jumbo         | s.t.     |
| 7    | Kévin Vauquelin  | Arkéa         | a 23"    |
| 8    | Dries De Bondt   | Alpecin       | a 27"    |
| 9    | Rick Ottema      | Metec         | s.t.     |
| 10   | Rick Pluimers    | Jumbo         | s.t.     |